# Christoffer Nyman
Christoffer "Totte" Åke Sven Nyman, född 5 oktober 1992 i Norrköping, är en svensk fotbollsspelare (anfallare) som spelar för IFK Norrköping.

## Klubbkarriär
Christoffer Nyman gjorde 2010 det avgörande målet mot Ängelholms FF som tog IFK Norrköping upp i Allsvenskan 2011.
Nyman var också i allra högsta grad en bidragande faktor till IFK Norrköpings SM-guld säsongen 2015 med sina 10 allsvenska mål. År 2017 fick Nyman en sektion på IFK Norrköpings hemmaarena namngiven efter sig, när E-sektionen fick namnet Curva Nyman.
Den 23 augusti 2016 lämnade Nyman IFK Norrköping för spel i den tyska (då) 2. Bundesliga-klubben Eintracht Braunschweig.
Den 8 januari 2019 återvände sedan Nyman till IFK Norrköping på ett fyraårskontrakt.. I sin andra säsong efter återkomsten till sin moderklubb vann han den allsvenska skytteligan med 18 mål. Christoffer Nyman är sedan säsongen 2020 lagkapten i IFK Norrköping. Christoffer spelade den 30 mars 2025 sin trehundrade (300) match för IFK, en bedrift som endast två andra mäktat med: Åke ”Bajdoff” Johansson 321 och Jonas Lind 303.
Veckan därpå i en match mot AIK på Strawberry Arena passerade han Ove Kindvall (100 mål) i antal gjorda mål för IFK med sitt hundrade och 101:a mål (4:e bäst i klubbens historia). (1. Henry ”Putte” Källgren 126. 2. Harry Bild 120. 3. Jan Hellström 102).

## Landslagskarriär
Den 5 december 2012 blev Nyman uttagen till A-landslaget för King's Cup 2013. Han fick hoppa in i finalen mot Finland efter 79 minuter och i den 90:e minuten spelade han fram till Anders Svensson, som fastställde slutresultatet 3-0. Senare samma år debuterade Nyman i U21-landslaget borta mot England. Matchen slutade 4–0 till England och Nyman spelade 62 minuter. Nyman gjorde sitt första mål i U21-landslaget 2013 i en match mot Malta. Matchen slutade 5–0 till Sverige och Nyman spelade hela matchen. Den 3 september 2017 gjorde han sitt första A-landslagsmål mot Vitryssland i VM-kvalet. Efter en längre tids frånvaro från landslaget blev sedan Nyman den 6 juni 2022 återigen uttagen för spel i Nations League.

## Karriärstatistik
| Klubb                                                 | Säsong            | Inhemsk liga      | Inhemsk liga | Inhemsk liga | Nat. täv. | Nat. täv. | Internat. täv. | Internat. täv. | Totalt | Totalt |
| Klubb                                                 | Säsong            | Serie             | SM           | Mål          | SM        | Mål       | SM             | Mål            | SM     | Mål    |
| ----------------------------------------------------- | ----------------- | ----------------- | ------------ | ------------ | --------- | --------- | -------------- | -------------- | ------ | ------ |
| IFK Norrköping                                        | 2010              | Superettan        | 3            | 3            | 0         | 0         | 0              | 0              | 3      | 3      |
| IFK Norrköping                                        | 2011              | Allsvenskan       | 11           | 0            | 0         | 0         | 0              | 0              | 11     | 0      |
| IFK Norrköping                                        | 2012              | Allsvenskan       | 29           | 8            | 5         | 3         | 0              | 0              | 34     | 11     |
| IFK Norrköping                                        | 2013              | Allsvenskan       | 28           | 4            | 4         | 2         | 0              | 0              | 32     | 6      |
| IFK Norrköping                                        | 2014              | Allsvenskan       | 30           | 4            | 1         | 1         | 0              | 0              | 31     | 5      |
| IFK Norrköping                                        | 2015              | Allsvenskan       | 29           | 10           | 5         | 2         | 0              | 0              | 34     | 12     |
| IFK Norrköping                                        | 2016              | Allsvenskan       | 19           | 9            | 4         | 2         | 2              | 1              | 25     | 12     |
| IFK Norrköping                                        | Totalt i klubblag | Totalt i klubblag | 149          | 38           | 19        | 10        | 2              | 1              | 170    | 49     |
| IF Sylvia (lån)                                       | 2011              | Div 1 Södra       | 4            | 1            | 0         | 0         | 0              | 0              | 4      | 1      |
| IF Sylvia (lån)                                       | Totalt i klubblag | Totalt i klubblag | 4            | 1            | 0         | 0         | 0              | 0              | 4      | 1      |
| Eintracht Braunschweig                                | 2016-17           | 2. Bundesliga     | 31           | 11           | 0         | 0         | 0              | 0              | 31     | 11     |
| Eintracht Braunschweig                                | 2017-18           | 2. Bundesliga     | 18           | 5            | 1         | 1         | 0              | 0              | 19     | 6      |
| Eintracht Braunschweig                                | 2018-19           | 3. Liga           | 6            | 1            | 0         | 0         | 0              | 0              | 6      | 1      |
| Eintracht Braunschweig                                | Totalt i klubblag | Totalt i klubblag | 55           | 17           | 1         | 1         | 0              | 0              | 56     | 18     |
| IFK Norrköping                                        | 2019              | Allsvenskan       | 29           | 10           | 2         | 0         | 6              | 0              | 37     | 10     |
| IFK Norrköping                                        | 2020              | Allsvenskan       | 28           | 18           | 1         | 3         | 0              | 0              | 29     | 21     |
| IFK Norrköping                                        | 2021              | Allsvenskan       | 16           | 5            | 4         | 5         | 0              | 0              | 20     | 10     |
| IFK Norrköping                                        | 2022              | Allsvenskan       | 29           | 11           | 4         | 0         | 0              | 0              | 33     | 11     |
| IFK Norrköping                                        | 2023              | Allsvenskan       | 26           | 8            | 1         | 1         | 0              | 0              | 27     | 9      |
| IFK Norrköping                                        | 2024              | Allsvenskan       | 25           | 11           | 4         | 2         | 0              | 0              | 29     | 13     |
| IFK Norrköping                                        | 2025              | Allsvenskan       | 1            | 1            | 4         | 5         | 0              | 0              | 5      | 6      |
| IFK Norrköping                                        | Totalt i klubblag | Totalt i klubblag | 154          | 64           | 20        | 16        | 6              | 0              | 180    | 80     |
| Antal matcher och mål är korrekt per den 31 mars 2025 |                   |                   |              |              |           |           |                |                |        |        |